# La Venus de les pells (pel·lícula)
La Venus de les pells (títol original en francès La Vénus à la fourrure) és una pel·lícula dramàtica francesa, dirigida per Roman Polanski, distribuïda als cinemes l'any 2013. És una adaptació de l'obra de David Ives, inspirada en la novel·la de l'escriptor austríac Sacher-Masoch. Ha estat doblada al català.

## Argument
Thomas vol realitzar una peça de teatre i busca una actriu pel paper principal. Les candidates s'han succeït en va i Thomas es queixa de la manifesta mediocritat de les candidates. Quan Thomas anava a plegar i marxar del teatre on feia el càsting arriba Vanda, noia amb actitud dinàmica i desacomplexada, trets que detesta en Thomas, però deixa que provi sort. L'actuació de la candidata porta a l'espectador del film a les bases de la novel·la original, degudament adaptades a les relacions actuals entre home i dona.

## Repartiment
- Emmanuelle Seigner: Vanda Jourdain
- Mathieu Amalric: Thomas Novacek

## Producció

### Càsting
El paper de Thomas hauria hagut de ser interpretat per Louis Garrel, que finalment desistí per rodar Un château en Italie, de Valeria Bruni-Tedeschi (presentat també a Canes l'any 2013). En aquell moment, Mathieu Amalric estava treballant en l'adaptació de la novel·la de Stendhal El roig i el negre, però va decidir fer aquesta interpretació perquè «era irresistible venir».

### Rodatge
El rodatge es va fer a París, en el teatre Récamier.

## Nominacions
- Premi Lumières 2014: Millor guió
- César 2014: César al millor director per Roman Polanski
- Festival de Cannes 2013: selecció oficial
- Festival internacional de Thessalonica 2013
- Festival de Tribeca 2014
- César 2014:[6]
  - César a la millor pel·lícula
  - César al millor actor per Mathieu Amalric
  - César a la millor actriu per Emmanuelle Seigner
  - César a la millor adaptació
  - César al millor so
  - César de la millor música